# Pierre Gasly
Pierre Gasly (Ruan, França, 7 de febrer de 1996) és un pilot d'automobilisme de velocitat francès que actualment corre per l'Alpine F1 Team en la Fórmula 1.
Campió de la temporada 2013 de l'Eurocopa Fórmula Renault 2.0 i de la temporada 2016 de GP2 Series. Abans de entrar en la Fórmula 1, fou pilot de proves de l'equip Scuderia Toro Rosso. L'any 2017 va ser subcampió de la Super Fórmula Japonesa i va incorporar a la màxima categoria per la pròpia Toro Rosso, on va competir el 2017-18 i del 2019 al 2022. El 2019 va córrer per l'escuderia Red Bull Racing i torna per l'equip de Faenza, que va canviar el seu nom per Scuderia AlphaTauri, on va obté la seva primera cursa en el Gran Premi d'Itàlia en 2020.

## Trajectòria

### Karting
Gasly va començar al karting l'any 2006, acabant quinzè al Campionat Minime francès, a l'any següent va acabar quart. L'any 2008 va córrer en el Campionat Cadet francès. El 2009 va donar el salt al Karting internacional, en la categoria KF3, romanent fins al final de 2010, i aconseguint el subcampionat d'Europa CIK-FIA.

### Fórmula Renault

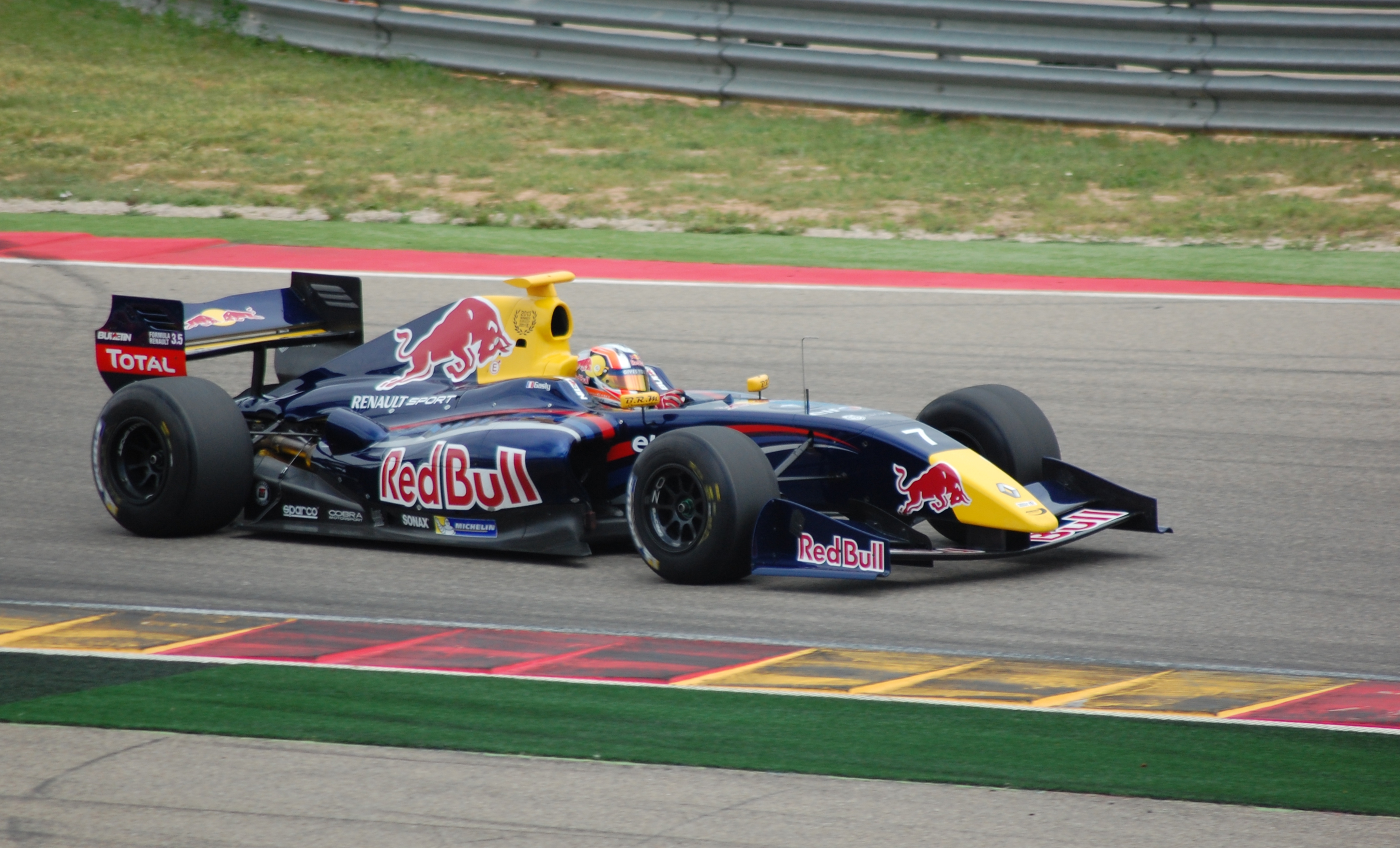
Pierre Gasly a Motorland Aragó, 2014

L'any 2011, Gasly va debutar en monoplaces, participant en el Campionat Francès de F4 categoria 1.6 litres. Va acabar tercer darrere dels seus futurs rivals de la Eurocupa Matthieu Vaxivière i Andrea Pizzitola amb set podis, incloent victòries a Spa, Albi i Le Castellet-Paul Ricard.
L'any 2012 Gasly va passar a l'Eurocopa Fórmula Renault 2.0, amb l'equip R-Ace GP. Va acabar dècim, puntuant en sis carreres, incloent podis a Spa i Nürburgring. També va competir en set carreres de la Copa d'Europa del Nord de Fórmula Renault 2.0 amb el mateix equip, aconseguint un podi al circuit de Nürburgring.
L'any 2013 va fitxar per a Tech 1 Racing. Va aconseguir cinc podis, així com victòries a Moscou, Hungaroring i Le Castellet, proclamant-se campió de la Fórmula Renault 2.0.
L'any 2014 és recolzat pel programa de joves pilots de Red Bull i competeix a la Fórmula Renault 3.5 amb l'equip Arden Motorsport. Gasly va acabar el campionat en segona posició amb vuit podis i una pole position.

### GP2 Sèries

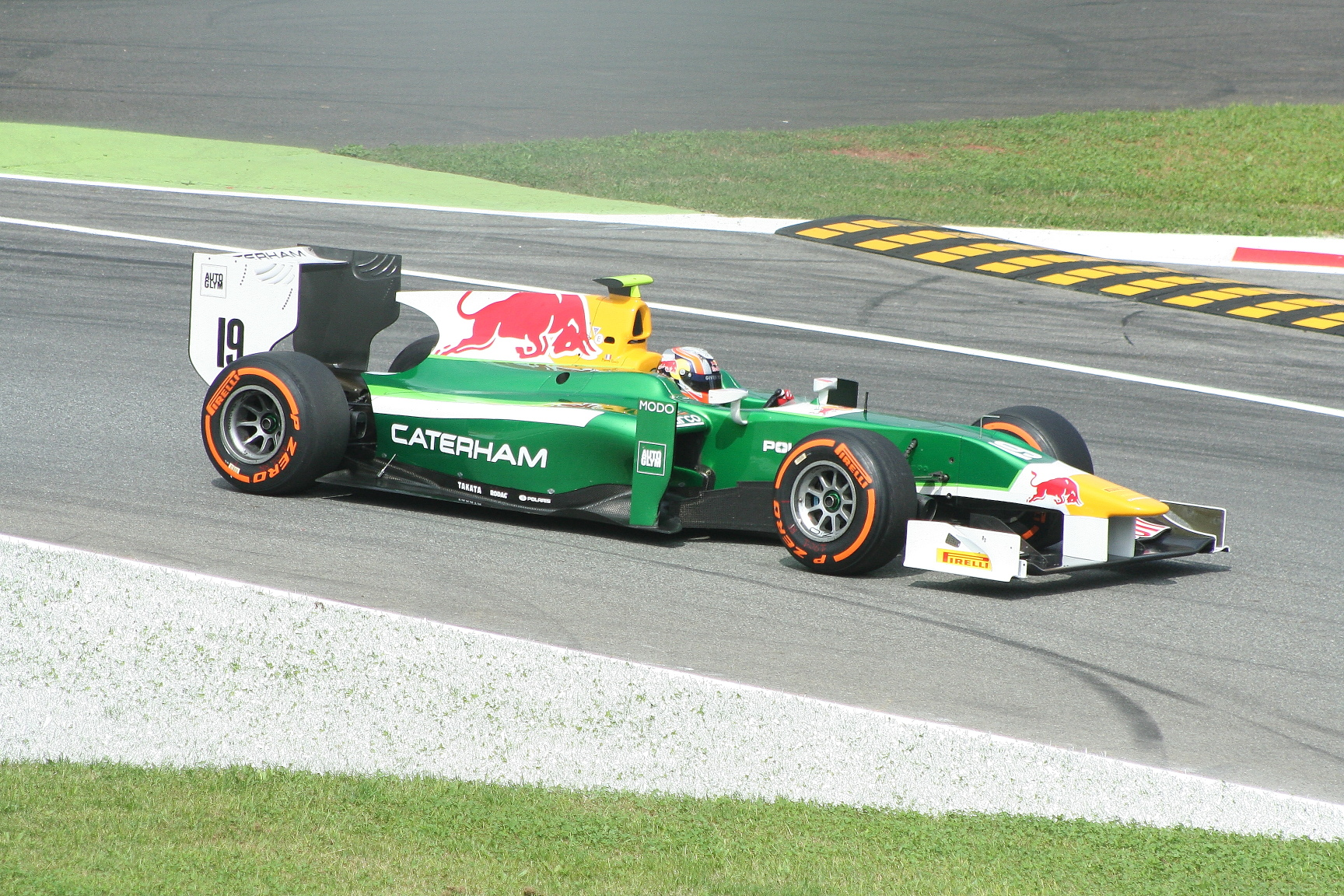
Gasly en la GP2 Sèries (2014).

Gasly va fer el seu debut a la GP2 Sèries de 2014 en el circuit de Monza, Itàlia. Va substituir en sis carreres del cap de setmana al pilot Tom Dillmann per a l'equip Caterham Racing. En la primera carrera, Gasly va acabar en el lloc disset i en la segona va haver de retirar-se.
L'any 2015 Gasly va fitxar per a l'equip francès DAMS. Va aconseguir quatre podis per situar-se vuitè en el campionat.
A l'any següent, va passar a l'equip italià Prema, i va obtenir quatre victòries i 9 podis, per vèncer al seu company d'equip Antonio Giovinazzi i aconseguir el títol.

### Proves a la Fórmula 1
Pierre Gasly tindrà la seva primera experiència amb un cotxe de Fórmula 1 en 13 de maig de 2015, després del GP d'Espanya, al participar en els tests de Barcelona, completant 131 voltes amb l'escuderia Toro Rosso. I l'endemà, també pilota per Red Bull Racing, fent el total de 203 voltes. Al juny, el francès va tornar a provar per l'escuderia austrìaca conduint el RB11, al Red Bull Ring.

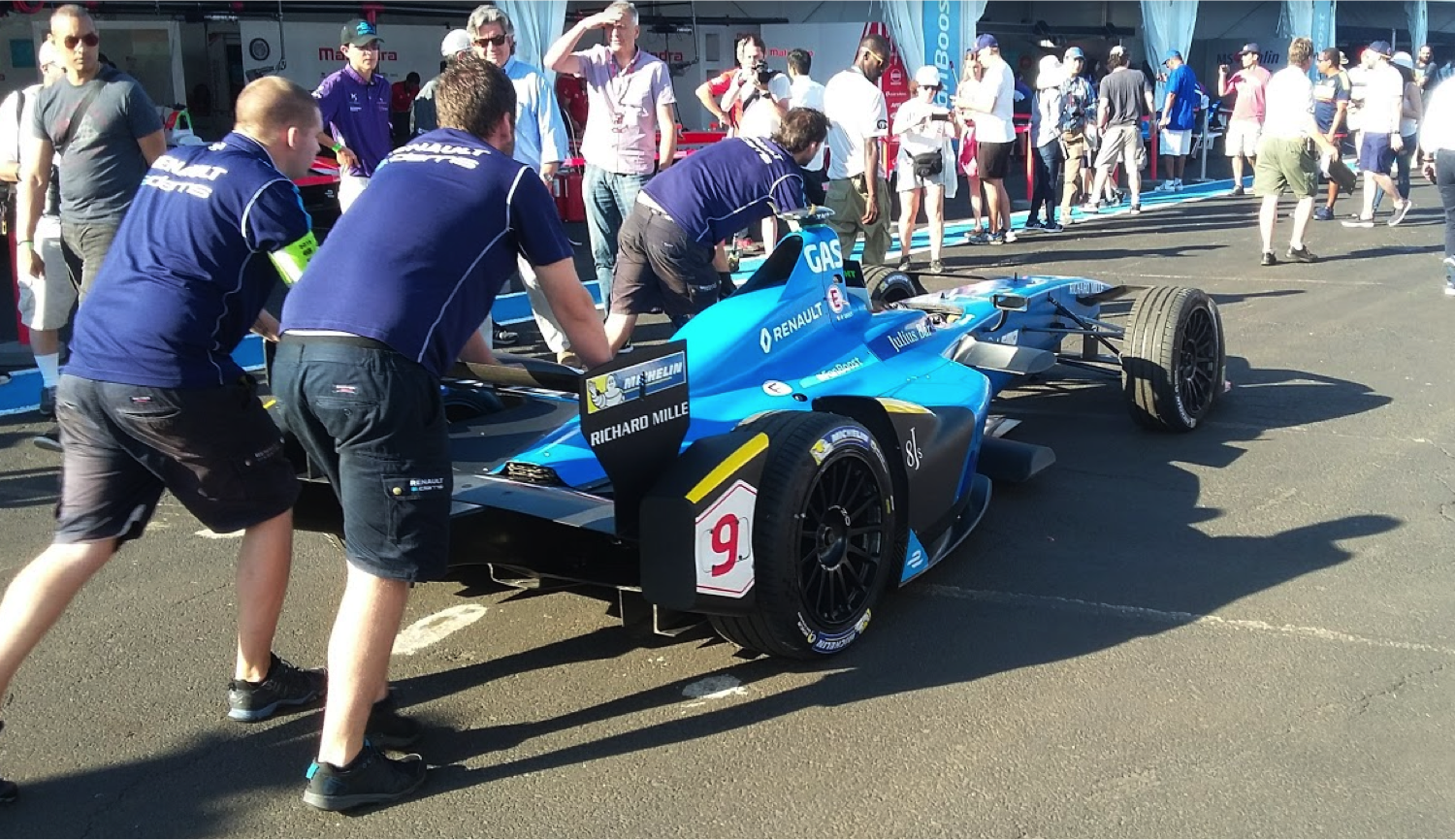
Cotxe utilitzat per Gasly al New York ePrix de 2017.

### Super Fórmula Japonesa i Fórmula E
Al febrer del 2017, Pierre va ser anunciat com a pilot de la Super Fórmula Japonesa al Team Mugen al costat de Naoki Yamamoto. Ha aconseguit victòries a Motegi i Autopolis.
El juliol del 2017, Gasly va substituir a Sébastien Buemi al Renault e.dams pel ePrix de Nova York, a causa que el suís competia a les 6 Hores de Nürburgring del Campionat Mundial de Resistència. Va finalitzar setè i quart respectivament.
Finalment el francès va ser subcampió del campionat nipó a causa que l'última data, a Suzuka, va ser suspesa per un tifó que va afectar la zona.

### Fórmula 1
El setembre de 2015, quan estava a la GP2 Series, el pilot francès va ser nomenat pilot de reserva de Red Bull Racing, fent proves tant amb l'equip principal com amb Toro Rosso entre 2015 i 2017.

#### Toro Rosso (2017-2018)

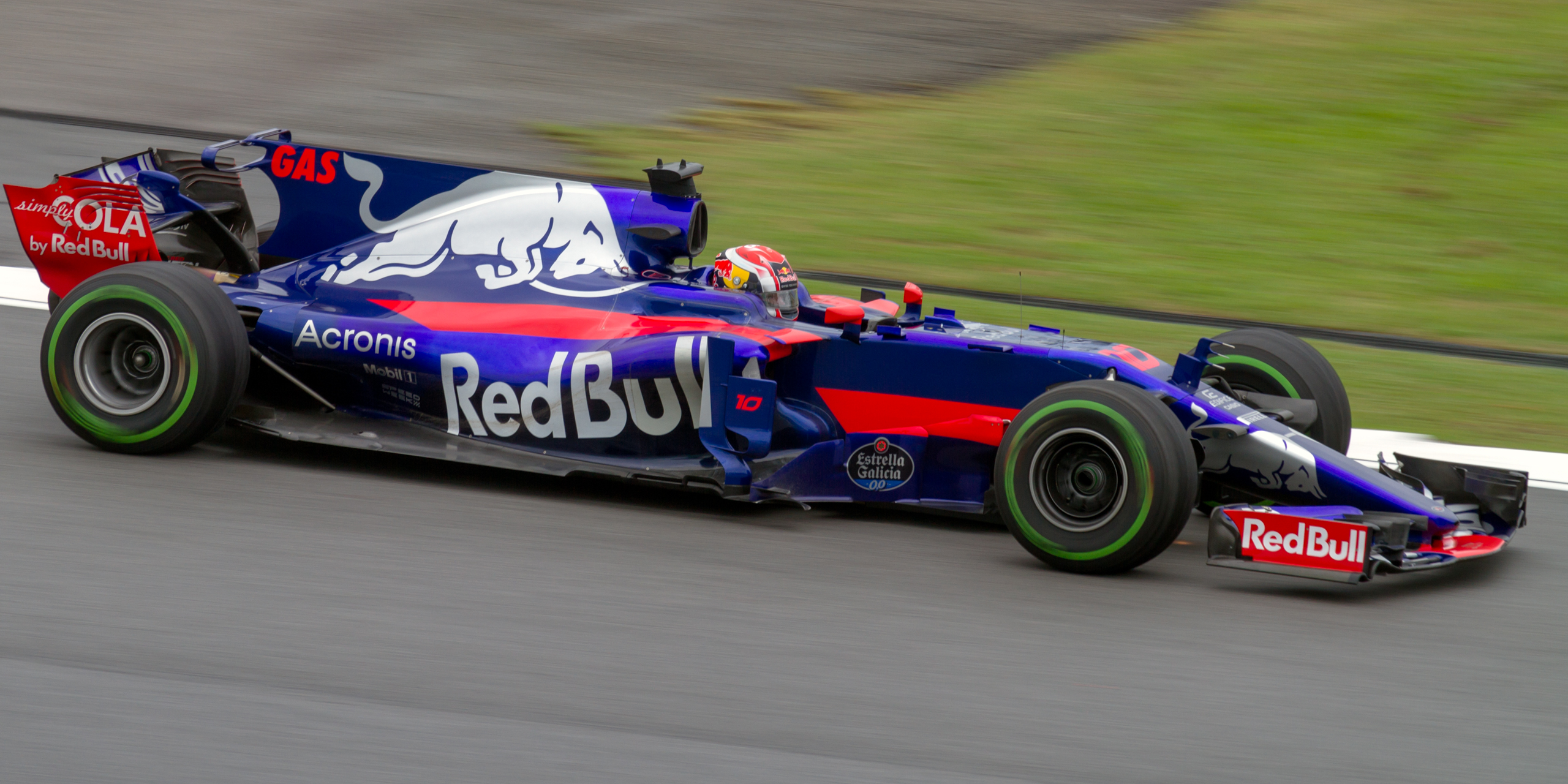
Pierre Gasly en seu debut a la Fórmula 1 a Malàisia'17.

Gasly fou confirmat en la escuderia Toro Rosso per dues curses en la temporada 2017 com el substitut del rus Daniil Kvyat, que va tenir un rendiment molt inferior aquest any. El pilot va debutar a la Fórmula 1 en el Gran Premi de Malàisia, finalitzant en 14è lloc, continueix a competir al Japó'17, finalitzant en 13è, però es va absentar al GP dels Estats Units a causa de la definició de la Super Fórmula a Suzuka (que es va suspendre a causa d'un tifó i el va fer finalitzar segon en el campionat). El pilot torna al GP de Mèxic per al final de la temporada, en substitució definitiva de Kvyat, que ha estat alliberat del programa de pilots de Red Bull. El pilot va emparellar amb un altre debutant, Brendon Hartley, que també va substituir Carlos Sainz, cedit a Renault. Amb motiu del debut a la resta de temporada final, el pilot acaba l'any en 21è lloc, sense punts.
Per la temporada següent, la Toro Rosso va confirmar que l'alineació seria la mateixa que va tancar la temporada anterior. Al Bahrain, Gasly va llargar al 6è lloc, més com les retirades de Kimi Raikkonen i els dos pilots de l'Red Bull, el pilot finaltza la cursa en quart lloc, obtenint fins ara, el segon millor resultat de la història de l'equip i també, va marcar els seus primers punts en la categoria. Al gran premi següent, ell i seu company d'equip van col·lidir, rebent 10 segons, i acabant en 18a posició. Fins al recés d'agost del campionat, el francès va tornar a puntuar en dues ocasions: setè a Mònaco i sisè a Hongria, sumant un total de 26 punts. En la segona meitat de la temporada, Pierre va marcar punts a Bèlgica i al Méxic, al arribar les dues curses en novè i el desè. Gasly va acabar el campionat al 15è lloc, sumant 29 punts, 25 més que Brendon Hartley, acabant la seva primera passatge per l'equip de Faenza.
Red Bull (2019)

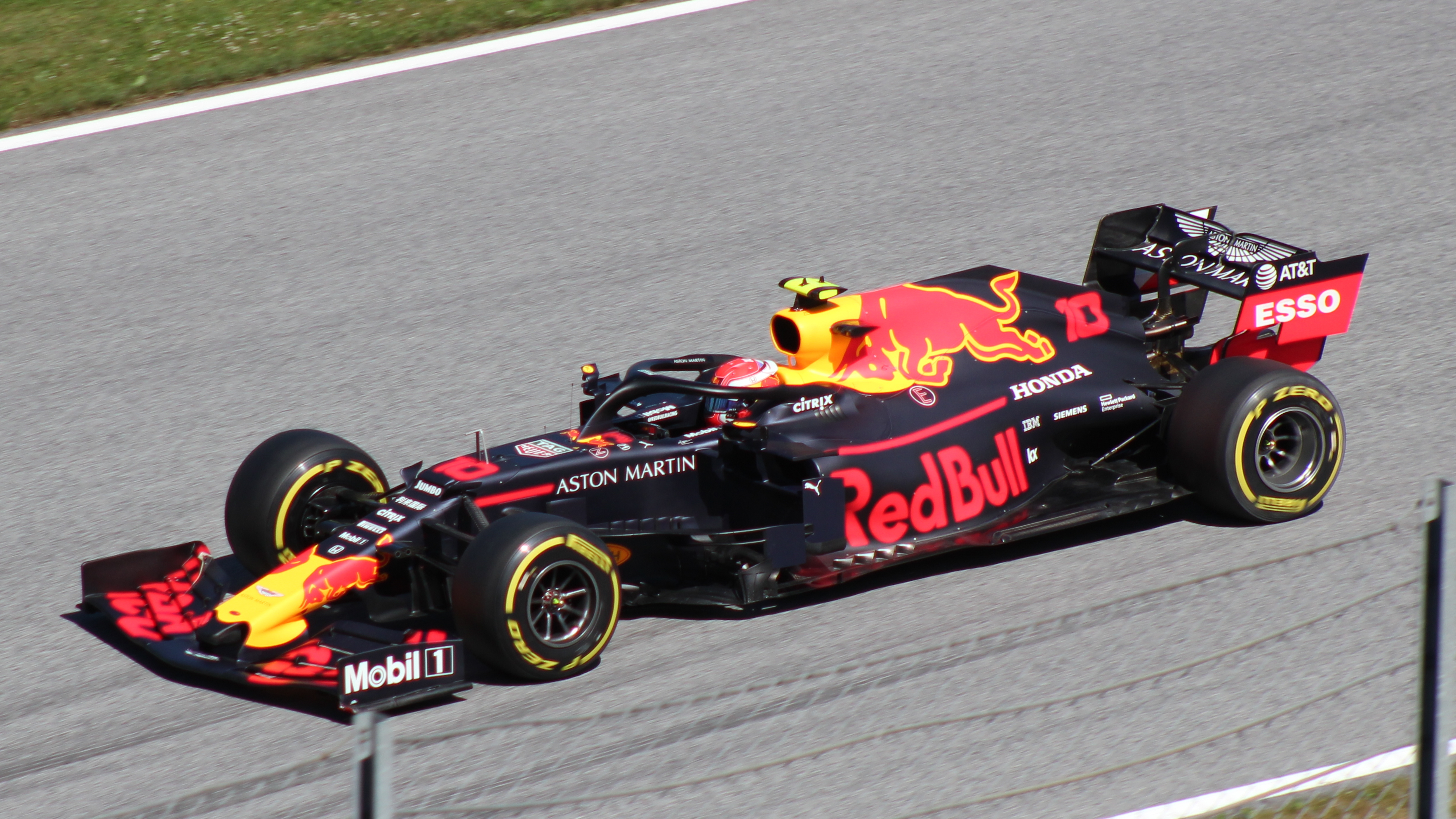
Gasly amb a RB15 a Àustria'19.

El 20 d'agost de 2018, es va anunciar el fitxatge de Gasly per Red Bull Racing, reemplaçant a Daniel Ricciardo per la temporada 2019, convertint-se en el nou company de Max Verstappen.

Al seu debut a l'equip, a Melbourne, Pierre va ser eliminat en el Q1 a la classificació per un error d'estratègia de l'equip, i en la cursa, va anotar un onzè lloc, Al Bahrain, anota els seus primer punts, arribant en 8è. més al principi de la temporada, els seus resultats no eren bons, comptant amb la retirada per problemes de frens a l'Azerbaidjan, i anotant punts, però acabant per darrere dels guanyadors al Canadà, França i Àustria. més durant tota la temporada, el seu rendiment va anar millorant, el seu millor resultat per l'equip austríac va ser un quart lloc a Silverstone. Al gran premi alemany, programat amb una pluja intensa, Pierre xoca amb Alexander Albon quan lluita per la posició i es retira a tres voltes per al final. En la seva darrera cursa en l'equip austrìaca, a Hongria, arriba al sisè lloc, acabant una volta per darrere del guanyador de la cursa. Al final de la primera meitat de la temporada, Gasly ocupava la 6a posició, amb 63 punts, 118 punts per darrere del seu company Max Verstappen.
Retorn a Toro Rosso (2019)

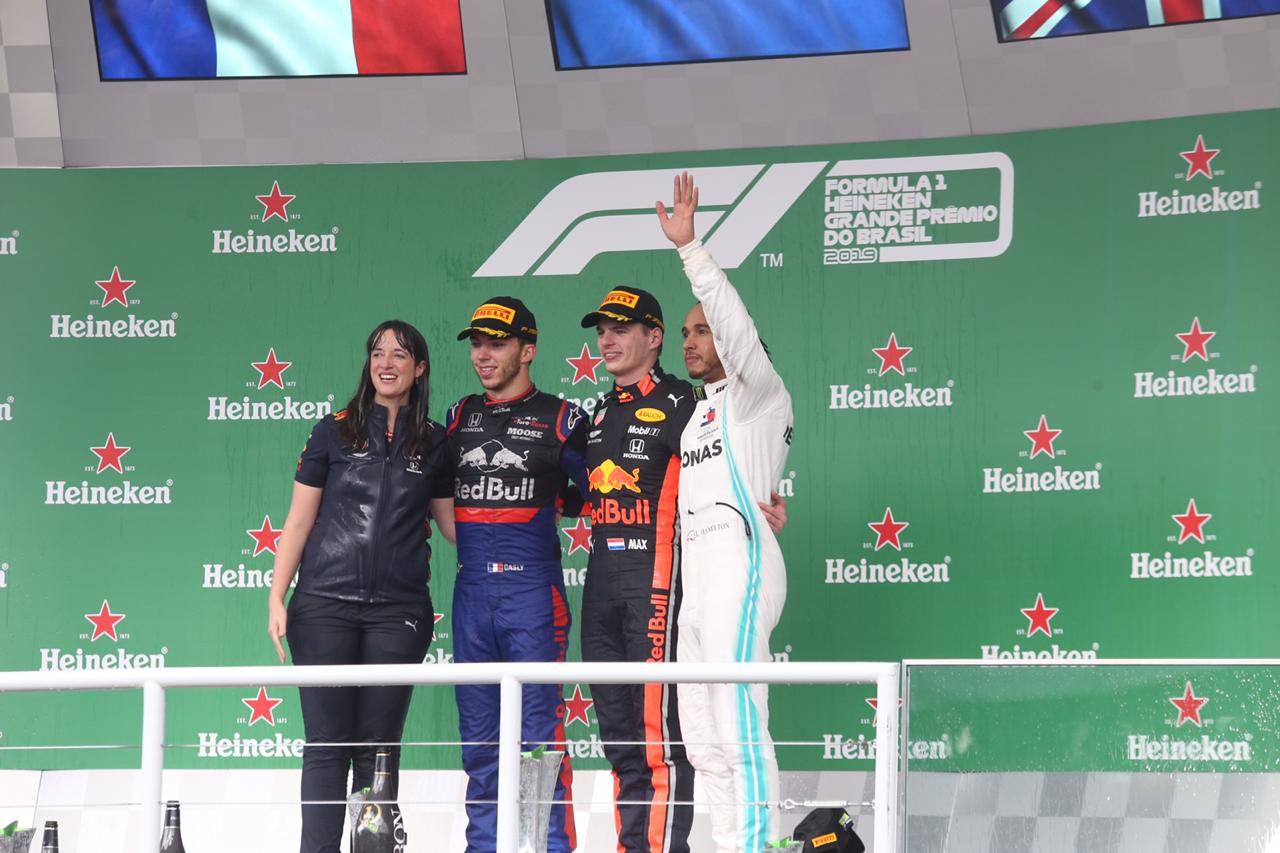
Pierre (segon a esquerra) en el seu primer podi en la Fórmula 1 al Gran Premi del Brasil del 2019.

Malgrat el baix rendiment durant la primera meitat de la temporada, la Red Bull va declarar que no hi haurà canvis de pilot a finals d'any, però el 13 d'agost, l'equip anuncia que ell serà canviat pel pilot anglo-tailandès Alexander Albon al GP de Bèlgica que competia a Toro Rosso i tornarà a l'equip on començò en la categoria.
A Spa, va tornar a anotar un novè lloc, anotant punts en 5 de les 9 curses, inclòs el GP del Brasil, on es va produir la col·lisió dels dos Ferraris, juntament amb la retirada de Valtteri Bottas per problemes de motor i també, la col·lisió entre Lewis Hamilton i Alex Albon en la disputa pel segon lloc, Pierre arriba en segon lloc, obtenint el seu primer podi de la categoria, i també, marcant el segon millor resultat de la història de l'escuderia italiana sota el nóm de Toro Rosso. Al GP dels Estats Units, va abandonar després de col·lidir amb Sérgio Pérez faltant una volta al final de la cursa. A la temporada, va acabar al setè lloc, amb 95 punts.
AlphaTauri (2020-2022)

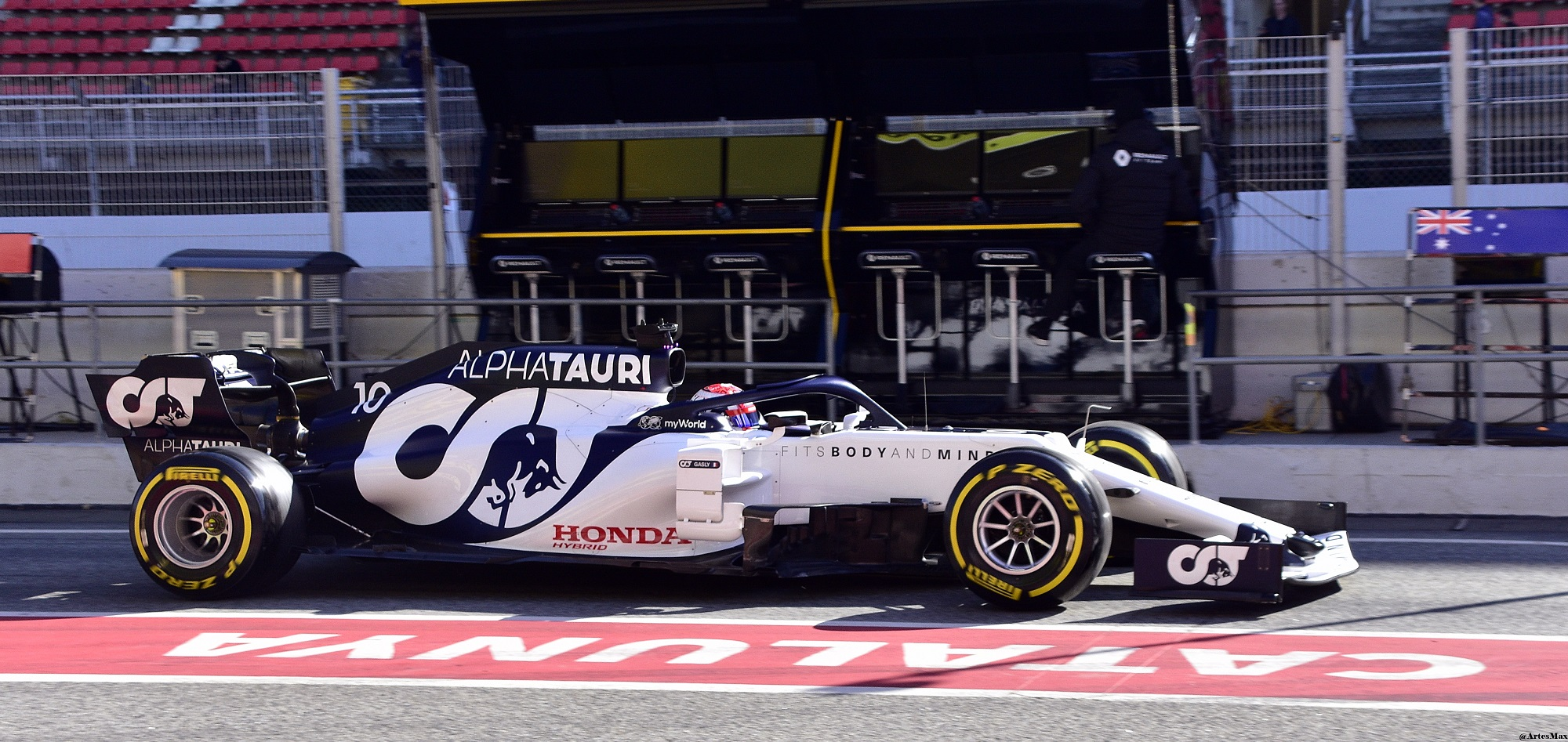
Gasly amb a AT01 als tests en Montmeló (2020).

Al novembre de 2019, a fins llavors Toro Rosso va anunciar que competirà al costat de Danïil Kviat per AlphaTauri, que serà el nou nom de l'equip a partir de la temporada 2020.
La primera meitat de la temporada, obté 4 resultats significatius, tent seu millor resultat el seté lloc en Spielberg i Silverstone, fins a arribar el Gran Premi d'Itàlia, on va començar en la desena posició, quan Kevin Magnussen va abandonar, causant el Safety Car, amb això, Pierre fa seva parada als boxes una volta després tent avantage en la graella. Amb la punició de Hamilton, Gasly obté el lideratge en la cursa, segurant fins al final, guanyant la primera cursa de la seva carrera. Amb la victòria, s'torna el 109é pilot a guanyar una cursa en la categoria, el primer pilot francès a guanyar una cursa després de 24 anys, quan Olivier Panis va faturar el Monaco 1996 i la segona victòria de la escuderia des de 2008, quan Vettel guanyó en el mateix circuit, amb el nóm de Toro Rosso.
Amb això, la imprensa va gerar especulacions que ell tindria possibilitats de tornar a Red Bull, i Gasly afirmò que va estar preparat pel retorne a l'equip principal. Més l'escuderia italiana va mantenir el seu contracte per a la temporada 2021, corrent juntament amb el nouvingut Yuki Tsunoda. Finalitza 2020 en 10è lloc, amb 75 punts, 43 a davant de Kviat.

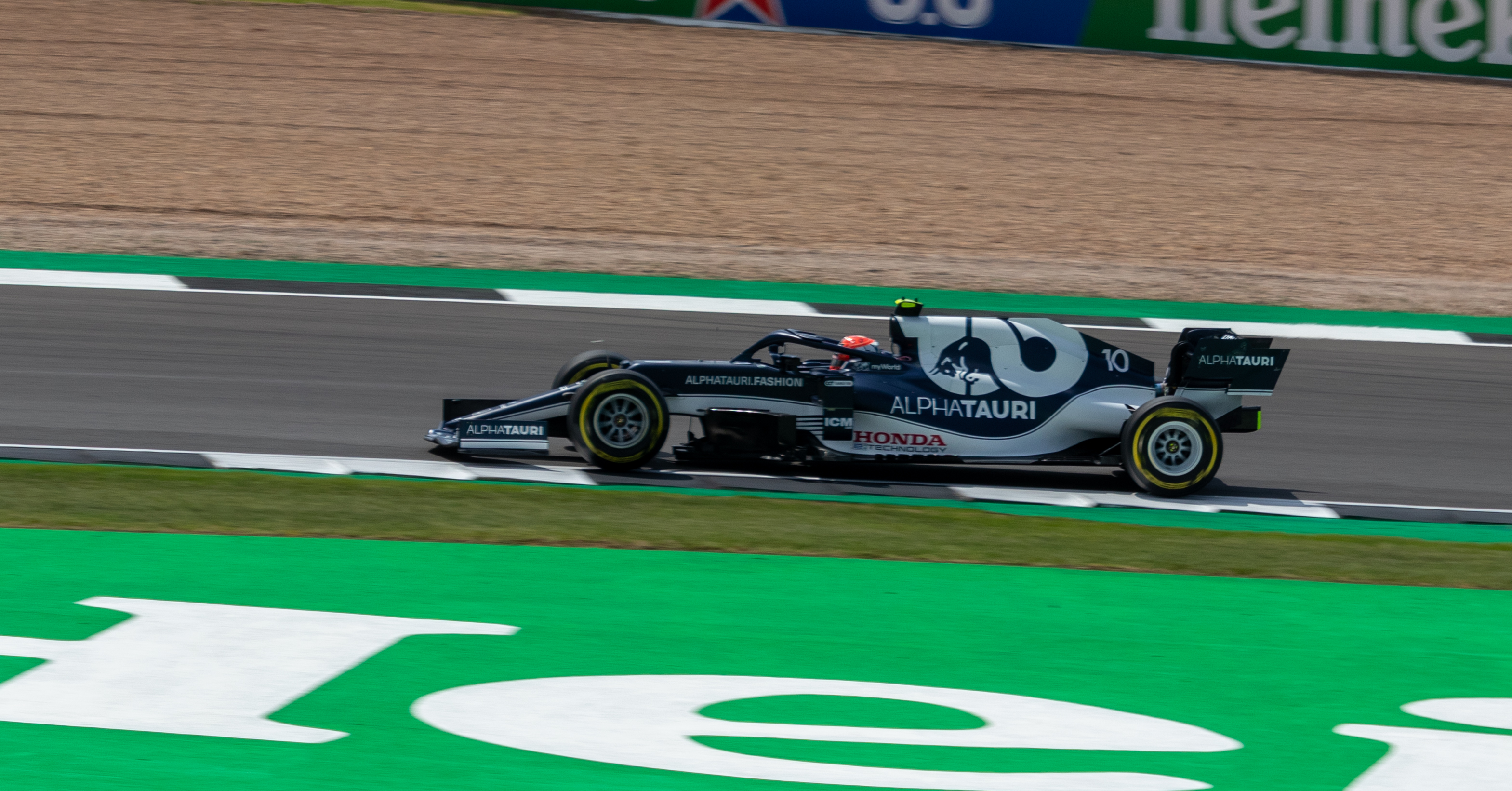
Gasly a Gran Bretanya (2021).

En la primera cursa del any, el pilot va col·lidir amb Daniel Ricciardo, tent danys a l'ala davantera, abandonant la cursa a 3 voltes del final. En les curses següents, va anotar punts, amb gran destac a Mònaco, on va finalitzar en 6è, davant de Lewis Hamilton, assegurant el pilot anglès durant la cursa tota i garantint un lideratge inédit per a Max Verstappen a la Fórmula 1 i per a Red Bull des del 2013. En la cursa següent, el francès va llargar en quart, més degut a retirada de Max Verstappen per l'esclat del pneumàtic i a l'error de Hamilton al reinici de la cursa. Gasly puja i finalitza en tercer lloc, garantint el seu tercer podi en la categoria. A l'Estíria, el pilot va abandonar degut a col·lisió causat junt amb a Charles Leclerc, no anotant punts des del Bahrain. Al GP d'Hongria, finalitza en cinquè i va aconseguir la volta més rápida en la volta final, tirant un dels punts extras importants per Lewis Hamilton. En els Països Baixos, va aconseguir la seva millior qualificació en la temporada, un quart lloc, posició on va mantenir al final d'aquest GP. A Monza, després de tocar la part posterior del cotxe de Ricciardo, Pierre va col·lidir amb la barrera protectora i pateix danys al seu alerón davanter en la cursa classificatória, i en la carrera, retira amb problemes de suspensió. En les curses següents, el pilot va pontuar en 5 curses i abandonar en una, finalitzant la temporada en 9è lloc amb 110 punts sent la temporada fins ara amb més punts en la categoria.
El 7 de setembre, durant la setmana del Gran Premi d'Itàlia, l'AlphaTauri anuncia la renovació del pilot, juntament amb Tsunoda, per a la disputa de la temporada 2022.

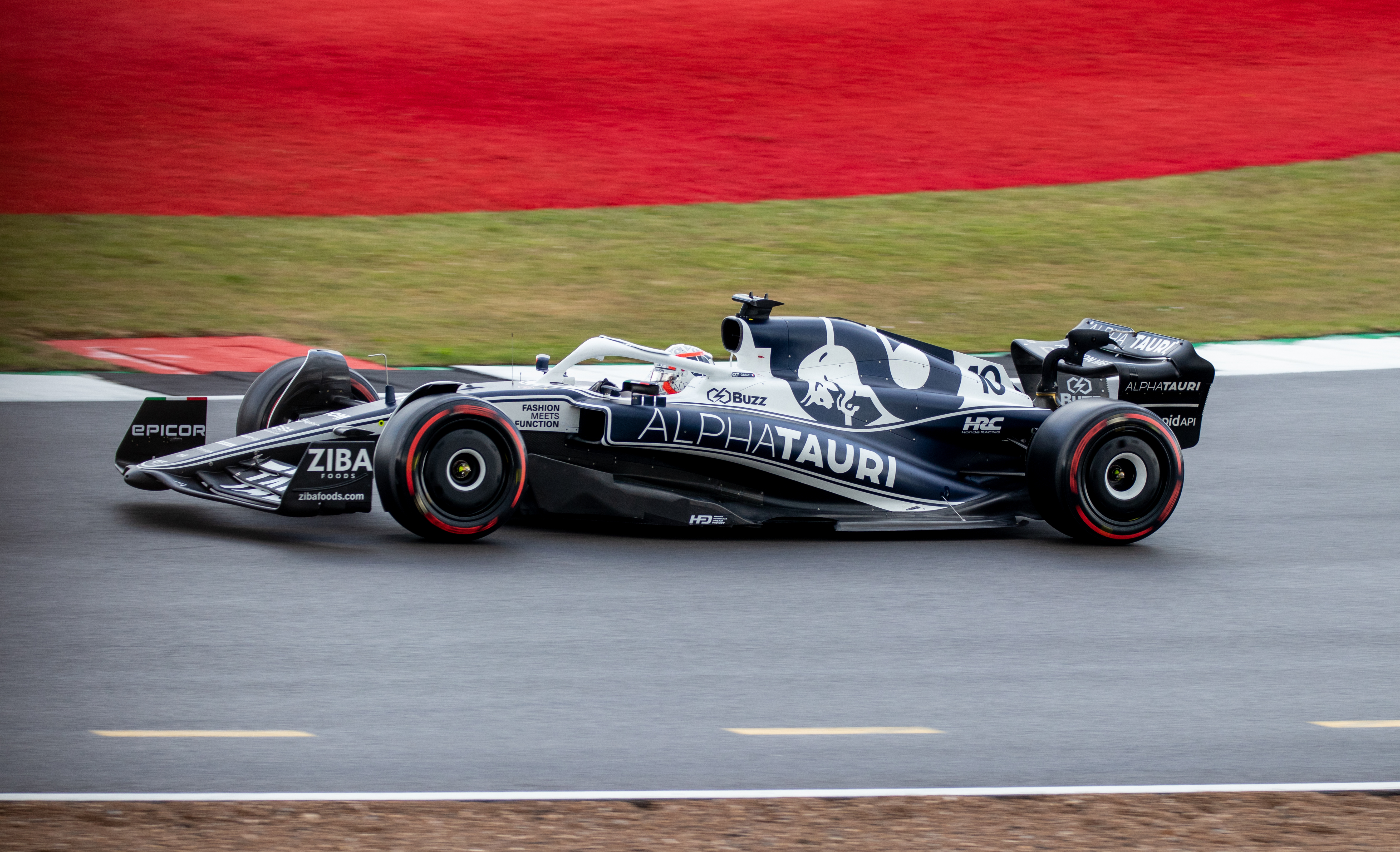
Gasly amb el AT03 al Gran Premi de Gran Bretanya del 2022.

En la seva darrera temporada per l'equip de Faenza, Gasly comença la temporada al Bahrain retirant-se a causa d'un incendi en un motor, sent aquest el primer cotxe en incendiar-se en la nova era de la normativa tècnica de la categoria. A l'Aràbia Saudita i Austràlia, el francès suma punts en acabar vuitè i novè, respectivament. però a les altres quatre curses, no suma punts. A l'Azerbaidjan, Pierre arriba al cinquè lloc, trencant aquesta ratxa sense punts i amb el seu millor resultat del 2022 fins ara. Tanmateix, Gasly no va anotar punts en les cinque curses següents, amb destac al GP de Gran Bretanya, on en disputar la posició amb el seu company Tsunoda, acaba xocant i abandonant la cursa.

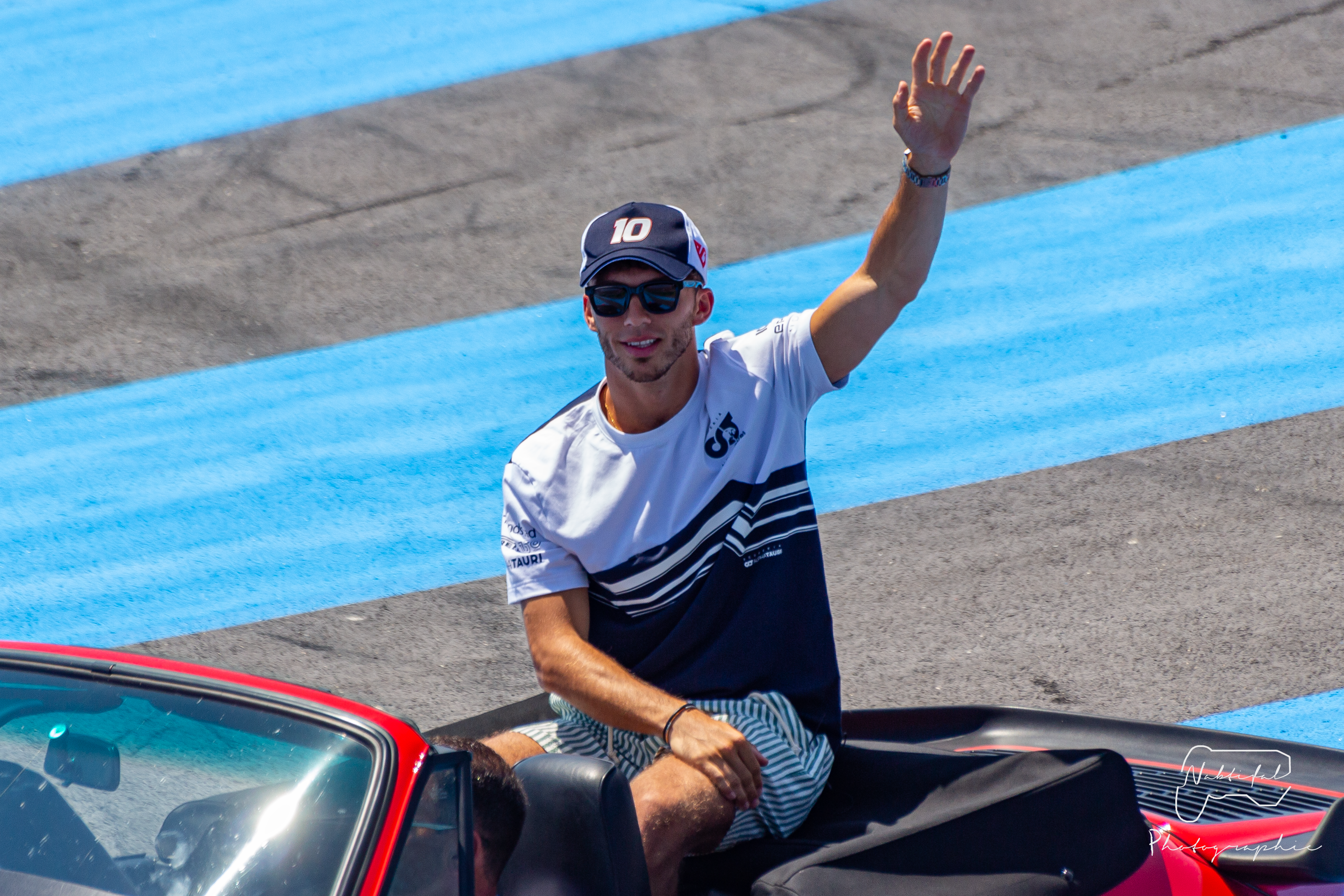
Gasly saludant al públic, al Circuit de Paul Ricard (2022).

A la segona meitat de la temporada, Gasly va tornar a marcar punts, ja que va acabar en vuitè al GP de Bèlgica, on va haver de començar des del pit-lane després que el seu cotxe patissin problemes electrònics abans de la sortida, i va puntuar també a Monza i Singapur, on va acabar entre els deu primers. Al GP del Japó, cursa que va tenir sota una pluja intensa, el pilot va ser sancionat amb 20 segons per excés de velocitat sota bandera vermella i va acabar últim, però el més destacat van ser les seves crítiques a l'organització de la cursa, que va utilitzar el tractor a la pista sota una pluja intensa per treure el cotxe accidentat de Carlos Sainz Jr, tement un altre accident que fou ocorregut fatalment amb Jules Bianchi el 2014 en les mateixes circumstàncies. En els quatre grans premis següents, Gasly no va anotar punts i va finalitzar la temporada 2022, la 14a posició, somant 23 punts.
Després del GP d'Azerbaidjan del 2022, l'AlphaTauri va anunciar que el francès es mantindria a l'equip en la temporada següent, tanmateix, l'escuderia francesa Alpine F1, que després de la sortida inesperada de Fernando Alonso i també del pilot de proves Oscar Piastri, que ocuparia el lloc de l'espanyol, estava interessat en el pilot francès per al 2023 i amb la informació que Red Bull estava disposat a alliberar-lo, l'AlphaTauri confirma la seva marxa a l'equip francès a l'octubre i serà reemplaçat per l'holandès Nyck de Vries, que va debutar en la F1 al GP d'Itàlia per Williams i campió del món de Fórmula E. Gasly va finalitzar la seva segona etapa a Faenza amb 70 grans premis, una victòria, una volta ràpida i tres podis.
Alpine (2023-)
En el dia 7 d'octubre del 2022, vigília del Gran Premi del Japó, l'escuderia francesa Alpine anuncia que Pierre Gasly correrà per l'equip la temporada 2023, fent equip amb Esteban Ocon, el seu antic company de Kart, tenint l'equip amb els dos pilots francesos. El pilot substitueix Fernando Alonso, que correrà a Aston Martin.

## Carrera professional
| Temporada | Categoria                                     | Equip                        | Curses          | Victòries       | Poles           | VR              | Podis           | Punts           | Pos.            |
| --------- | --------------------------------------------- | ---------------------------- | --------------- | --------------- | --------------- | --------------- | --------------- | --------------- | --------------- |
| 2011      | Campionat de França F4                        | Autosport Academy            | 14              | 4               | 2               | 1               | 7               | 104             | 3º              |
| 2012      | Eurocopa de Fórmula Renault 2.0               | R-ace GP                     | 14              | 0               | 1               | 0               | 2               | 32              | 10º             |
| 2012      | Copa d'Europa del Nord de Fórmula Renault 2.0 | R-ace GP                     | 7               | 0               | 0               | 0               | 1               | 78              | 23º             |
| 2013      | Eurocopa de Fórmula Renault 2.0               | Tech 1 Racing                | 14              | 3               | 4               | 2               | 8               | 195             | 1º              |
| 2013      | Fórmula Renault 2.0 Alps                      | Tech 1 Racing                | 6               | 0               | 0               | 0               | 3               | 72              | 6º              |
| 2013      | Fórmula Renault 2.0 - Trofeu de Pau           | Tech 1 Racing                | 1               | 0               | 0               | 0               | 0               | N/A             | 7º              |
| 2014      | Fórmula Renault 3.5                           | Arden Motorsport             | 17              | 0               | 1               | 3               | 8               | 192             | 2º              |
| 2014      | GP2 Sèries                                    | Caterham Racing              | 6               | 0               | 0               | 0               | 0               | 0               | 29º             |
| 2015      | GP2 Sèries                                    | DAMS                         | 21              | 0               | 3               | 1               | 4               | 110             | 8º              |
| 2015      | Fórmula 1                                     | Infiniti Red Bull Racing     | Pilot de proves | Pilot de proves | Pilot de proves | Pilot de proves | Pilot de proves | Pilot de proves | Pilot de proves |
| 2016      | GP2 Sèries                                    | Prema Racing                 | 22              | 4               | 5               | 4               | 9               | 219             | 1º              |
| 2016      | Fórmula 1                                     | Red Bull Racing              | Pilot de proves | Pilot de proves | Pilot de proves | Pilot de proves | Pilot de proves | Pilot de proves | Pilot de proves |
| 2016-17   | Fórmula                                       | Renault e.dams               | 2               | 0               | 0               | 0               | 0               | 18              | 16º             |
| 2017      | Fórmula 1                                     | Scuderia Toro Rosso          | 5               | 0               | 0               | 0               | 0               | 0               | 21º             |
| 2017      | Fórmula 1                                     | Red Bull Racing              | Pilot de proves | Pilot de proves | Pilot de proves | Pilot de proves | Pilot de proves | Pilot de proves | Pilot de proves |
| 2017      | Campionat de Super Fórmula Japonesa           | Team Mugen                   | 7               | 2               | 0               | 0               | 3               | 33              | 2º              |
| 2018      | Fórmula 1                                     | Red Bull Toro Rosso Honda    | 21              | 0               | 0               | 0               | 0               | 29              | 15º             |
| 2019      | Fórmula 1                                     | Aston Martin Red Bull Racing | 12              | 0               | 0               | 2               | 0               | 92              | 7º              |
| 2019      | Fórmula 1                                     | Red Bull Toro Rosso Honda    | 9               | 0               | 0               | 0               | 1               | 92              | 7º              |
| 2020      | Fórmula 1                                     | Scuderia AlphaTauri Honda    | 16              | 1               | 0               | 0               | 1               | 75              | 10º             |
| 2021      | Fórmula 1                                     | Scuderia AlphaTauri Honda    | 22              | 0               | 0               | 1               | 1               | 110             | 9º              |
| 2022*     | Fórmula 1                                     | Scuderia AlphaTauri          | Disputant       | Disputant       | Disputant       | Disputant       | Disputant       | Disputant       | Disputant       |
| 2023      | Fórmula 1                                     | BWT Alpine F1 Team           | És disputarà    | És disputarà    | És disputarà    | És disputarà    | És disputarà    | És disputarà    | És disputarà    |
| Font:     |                                               |                              |                 |                 |                 |                 |                 |                 |                 |

## Resultats

### Fórmula Renault 2.0 Sèries
(Clau) (negreta indica pole position) (cursiva indica volta ràpida)
| Any  | Equip         | 1       | 2       | 3       | 4     | 5     | 6         | 7       | 8     | 9     | 10      | 11    | 12      | 13      | 14      | Pos. | Punts |
| ---- | ------------- | ------- | ------- | ------- | ----- | ----- | --------- | ------- | ----- | ----- | ------- | ----- | ------- | ------- | ------- | ---- | ----- |
| 2013 | Tech 1 Racing | ALC 1 3 | ALC 2 9 | SPA 1 2 | SPA 2 | MOS 1 | MOS 2 Ret | RBR 1 7 | RBR 2 | HUN 1 | HUN 2 5 | LEC 1 | LEC 2 5 | CAT 1 3 | CAT 2 6 | 1º   | 195   |

(Clau) (negreta indica pole position) (cursiva indica volta ràpida)
| Any  | Equip            | 1       | 2       | 3       | 4     | 5       | 6       | 7       | 8        | 9     | 10       | 11      | 12      | 13      | 14      | 15    | 16      | 17      | Pos. | Punts |
| ---- | ---------------- | ------- | ------- | ------- | ----- | ------- | ------- | ------- | -------- | ----- | -------- | ------- | ------- | ------- | ------- | ----- | ------- | ------- | ---- | ----- |
| 2014 | Arden Motorsport | MNZ 1 3 | MNZ 2 5 | ALC 1 9 | ALC 2 | MON 1 7 | SPA 1 2 | SPA 2 4 | MSC 1 18 | MSC 2 | NÜR 1 20 | NÜR 2 8 | HUN 1 2 | HUN 2 3 | LEC 1 2 | LEC 2 | JER 1 6 | JER 2 4 | 2°   | 192   |

### GP2 Sèries
(Clau) (negreta indica pole position) (cursiva indica volta ràpida)
| Any  | Equip           | 1           | 2          | 3          | 4          | 5           | 6          | 7           | 8         | 9         | 10        | 11        | 12        | 13          | 14          | 15          | 16         | 17         | 18          | 19         | 20         | 21         | 22         | Pos. | Punts |
| ---- | --------------- | ----------- | ---------- | ---------- | ---------- | ----------- | ---------- | ----------- | --------- | --------- | --------- | --------- | --------- | ----------- | ----------- | ----------- | ---------- | ---------- | ----------- | ---------- | ---------- | ---------- | ---------- | ---- | ----- |
| 2014 | Caterham Racing | BHR LAR     | BHR COR    | ESP LAR    | ESP COR    | MON LAR     | MON COR    | AUT LAR     | AUT COR   | GBR LAR   | GBR COR   | GER LAR   | GER COR   | HUN LAR     | HUN COR     | BEL LAR     | BEL COR    | ITA LAR 17 | ITA COR Ret | RUS LAR 11 | RUS COR 11 | ABU LAR 21 | ABU COR 18 | 29°  | 0     |
| 2015 | DAMS            | BHR LAR Ret | BHR COR 22 | ESP LAR 7  | ESP COR 3  | MON LAR 14  | MON COR 10 | AUT LAR 13  | AUT COR 6 | GBR LAR 4 | GBR COR 3 | HUN LAR 2 | HUN COR 8 | BEL LAR 19  | BEL COR Ret | ITA LAR Ret | ITA COR 12 | RUS FEA 2  | RUS SPR 5   | BHR FEA 6  | BHR SPR 7  | ABU FEA 5  | ABU SPR C  | 8°   | 110   |
| 2016 | Prema Racing    | ESP LAR 3   | ESP COR 2  | MON LAR 15 | MON COR 13 | EUR LAR Ret | EUR COR 2  | AUT LAR Ret | AUT COR 7 | GBR LAR 1 | GBR COR 7 | HUN LAR 1 | HUN COR 7 | GER LAR DSQ | GER COR 6   | BEL LAR 1   | BEL COR 4  | ITA LAR 4  | ITA COR 2   | SEP LAR 11 | SEP COR 3  | YMC FEA 1  | YMC SPR 9  | 1°   | 219   |

- [39][40]

### Campionat de Super Fórmula Japonesa
(Clau) (negreta indica pole position) (cursiva indica volta ràpida)
| Any  | Equip      | 1      | 2      | 3     | 4     | 5     | 6     | 7     | 8     | 9     | Pos. | Punts |
| ---- | ---------- | ------ | ------ | ----- | ----- | ----- | ----- | ----- | ----- | ----- | ---- | ----- |
| 2017 | Team Mugen | SUZ 10 | OKA 19 | OKA 7 | FUJ 5 | MOT 1 | AUT 1 | SUG 2 | SUZ C | SUZ C | 2°   | 33    |

- [41]

### Fórmula E
(Clau) (negreta indica pole position) (cursiva indica volta ràpida)
| Any     | Equip          | Automòbil            | 1   | 2   | 3   | 4   | 5   | 6   | 7     | 8     | 9       | 10      | 11    | 12    | Pos. | Punts |
| ------- | -------------- | -------------------- | --- | --- | --- | --- | --- | --- | ----- | ----- | ------- | ------- | ----- | ----- | ---- | ----- |
| 2016-17 | Renault e.dams | Spark-Renault Z.E 16 | HKG | MAR | BUE | MEX | MON | PAR | BER 1 | BER 2 | NYC 1 7 | NYC 2 4 | MTR 1 | MTR 2 | 16°  | 18    |

### Fórmula 1
(Clau) (negreta indica pole position) (cursiva indica volta ràpida)
| Any   | Escuderia                 | 1       | 2     | 3      | 4       | 5       | 6      | 7      | 8       | 9      | 10      | 11      | 12     | 13     | 14      | 15     | 16      | 17      | 18     | 19      | 20     | 21      | 22    | 23 | Pos. | Punts |
| ----- | ------------------------- | ------- | ----- | ------ | ------- | ------- | ------ | ------ | ------- | ------ | ------- | ------- | ------ | ------ | ------- | ------ | ------- | ------- | ------ | ------- | ------ | ------- | ----- | -- | ---- | ----- |
| 2017  | Scuderia Toro Rosso       | AUS     | XIN   | BHR    | RUS     | ESP     | MON    | CAN    | AZE     | AUT    | GBR     | HON     | BEL    | ITA    | SIN     | MAL 14 | JAP 13  | EUA     | MEX 13 | BRA 12  | ABU 16 |         |       |    | 21º  | 0     |
| 2018  | Red Bull Toro Rosso Honda | AUS Ret | BHR 4 | XIN 18 | AZE 12  | ESP Ret | MON 7  | CAN 11 | ESP Ret | AUT 11 | GBR 11  | ALE 14≠ | HON 6  | BEL 9  | ITA 14  | SIN 14 | RUS Ret | JPN 11  | EUA 14 | MEX 10  | BRA 13 | ABU Ret |       |    | 15º  | 29    |
| 2019  | Red Bull Racing           | AUS 11  | BHR 8 | XIN 6  | AZE Ret | ESP 6   | MON 5  | CAN 8  | FRA 10  | AUT 7  | GBR 4   | ALE 14≠ | HON 6  |        |         |        |         |         |        |         |        |         |       |    | 6è   | 95    |
| 2019  | Red Bull Toro Rosso Honda |         |       |        |         |         |        |        |         |        |         |         |        | BEL 9  | ITA 11  | SIN 8  | RUS 14  | JPN 7   | MEX 9  | EUA 16≠ | BRA 2  | ABU 18  |       |    | 6è   | 95    |
| 2020  | Scuderia AlphaTauri       | AUS -   | AUT 7 | STY 15 | HON Ret | GBR 7   | 70A 11 | ESP 9  | BEL 8   | ITA 1  | TSC Ret | RUS 9   | EIF 6  | POR 5  | EMI Ret | TUR 13 | BHR 6   | SHK 11  | ABU 8  |         |        |         |       |    | 10è  | 75    |
| 2021  | Scuderia AlphaTauri       | BHR 17  | EMI 7 | POR 10 | ESP 10  | MON 6   | AZE 3  | FRA 7  | EST Ret | AUT 9  | GBR 11  | HON 5   | BEL 6‡ | PBA 4  | ITA Ret | RUS 13 | TUR 6   | EUA Ret | MEX 4  | SAO 7   | QAT 11 | ARB 6   | ABU 5 |    | 9è   | 110   |
| 2022* | Scuderia AlphaTauri       | BHR Ret | ARB 8 | AUS 9  | EMI 12  | MIA Ret | ESP 13 | MON 11 | AZE 5   | CAN 14 | GBR Ret | AUT 15  | FRA 12 | HON 12 | BEL 9   | PBA 11 | ITA 8   | SIN 10  | JAP 17 | EUA -   | MEX -  | SAO -   | ABU - |    | 13è* | 23*   |

- * Última Temporada.[42]
- ‡ Meitat dels punts van ser atorgats amb menys del 75% de la distància de la cursa.
- ≠ El pilot no va acabar el Gran Premi, però es va classificar al completar el 90% de la distància total.